# Tapio Sipilä
Tapio Olavi Sipilä (* 26. listopadu 1958 Kiiminki, Finsko) je bývalý finský zápasník, reprezentant v zápase řecko-římském, kategorie do 68 kg. Třikrát startoval na olympijských hrách. V roce 1980 v Moskvě vypadl ve druhém kole, v roce 1984 v Los Angeles vybojoval stříbrnou a v roce 1988 v Soulu bronzovou medaili. V roce 1983 se stal mistrem světa, v roce 1981 a 1986 vybojoval stříbro. Čtyřikrát vybojoval bronz na mistrovství Evropy.